# Châteaux en Espagne
Pour les autres significations, voir Châteaux en Espagne (pièce de théâtre).
Pour un autre film, voir Un château en Espagne.
Pour plus de détails, voir Fiche technique et Distribution.
Châteaux en Espagne (El torero) est un film franco-espagnol réalisé par René Wheeler et sorti en 1954.
Ce mélodrame, tourné en Espagne, se déroule dans le monde trouble des corridas.

## Synopsis
Lorsque la séduisante Française Geneviève Dupré (Danielle Darrieux), secrétaire d'un homme d'affaires espagnol, se rend à Madrid pour annoncer le décès de son patron au frère de celui-ci, le célèbre torero Mario Montes, (Pepín Martín Vázquez) c'est le coup de foudre. 

## Fiche technique
- Titre français : Châteaux en Espagne
- Titre espagnol : El torero
- Réalisation : René Wheeler
- Scénario : José Luis Colina et René Wheeler d'après un roman de Javier Martínez de Bedoya
- Dialogues : Juan Antonio Bardem
- Photographie : Philippe Agostini
- Musique : René Cloërec et Juan Quintero
- Son : Tony Leenhardt
- Scripte : Suzanne Durrenberger
- Montage : Rosa G. Salgado et Henri Taverna
- Production : Pierre Gérin et Eugène Lépicier
- Sociétés de production : Filmel, Films Mars, Guión Producciones Cinematográficas, Les Productions Cinématographiques (L.P.C.)
- Pays de production :  France -  Espagne
- Format : Couleur (Eastmancolor) - 35 mm - 1,37:1 - Mono
- Genre : Drame
- Durée : 92 minutes
- Dates de sortie : 
  - France 9 août 1954 ; 3 septembre 1954 (Paris)
  - Espagne : 24 janvier 1955
- Affiche : Gilbert Allard (France)

## Distribution
- Danielle Darrieux : Geneviève Dupré
- Pepín Martín Vázquez : Mario Montès
- Silvia Morgan : Maria-Cristina
- Maurice Ronet : Miguel Murillo
- Juan Calvo : Don Manuel
- Francisco Bernal
- José Prada : le mayoral
- Fernando Sancho : l'aubergiste
- Suzanne Dehelly : la Française
- María Benedicto
- Gérard Philipe : le narrateur